# قائمة الأفلام المصرية سنة 1963
هذه قائمة بالأفلام المصرية لسنة 1963 مرتبة أبجديا

## 1963
- رابعة العدوية
- أميرة العرب
- الساحرة الصغيرة
- الباب المفتوح
- سلاسل من حرير
- أم العروسة
- الأيدي الناعمة
- الجريمة الضاحكة
- الحقيقة العارية
- الليلة الأخيرة
- المجانين في نعيم
- الناصر صلاح الدين
- النظارة السوداء
- زقاق المدق
- شفيقة القبطية
- صاحب الجلالة
- عروس النيل
- عائلة زيزي
- لا وقت للحب